# Вале-де-Варгу
Вале-де-Варгу (порт.  Vale de Vargo) — фрегезия (район) в муниципалитете Серпа округа Бежа в Португалии. Территория — 57,92 км². Население — 1073 жителей. Плотность населения — 18,5 чел/км².